# فهرست پرفروش‌ترین بازی‌های ویدئویی پلی‌استیشن ۳
این فهرست پرفروش‌ترین بازی‌های کنسول بازی ویدئویی پلی‌استیشن ۳ می‌باشد که حداقل یک میلیون فروش یا توزیع داشته‌اند.
تا تاریخ ۳۱ آوریل ۲۰۲۲ در مجموع ۱ میلیارد و ۱۰۰ میلیون بازی پلی‌استیشن ۳ در سراسر دنیا به فروش رفته‌است.

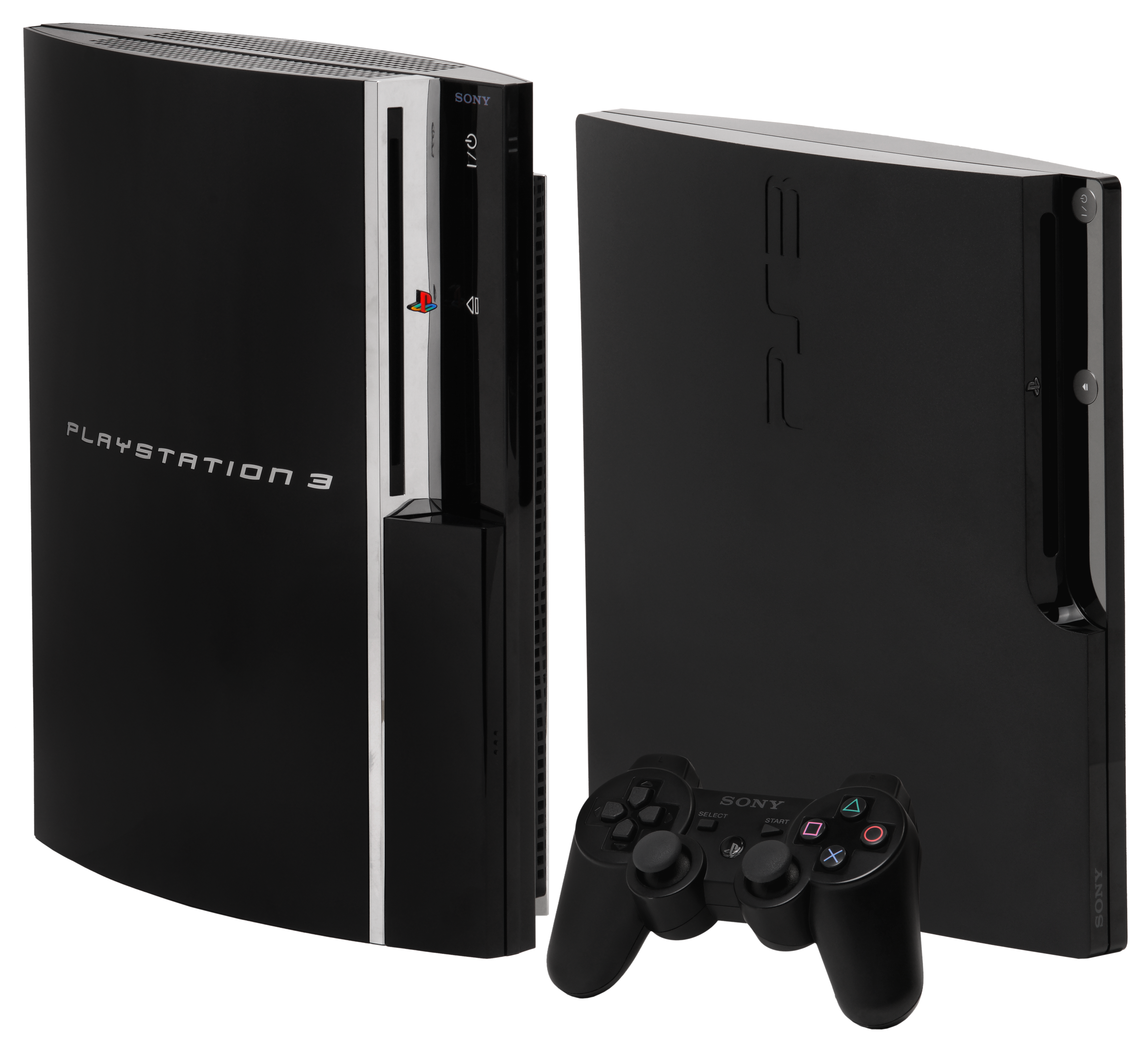
پلی‌استیشن ۳ اصلی و پلی‌استیشن ۳ اسلیم با دسته دوال‌شاک

## فهرست
| No. | نام بازی                             | تعداد نسخه فروخته شده | تاریخ انتشار    | ژانر                             | توسعه یافته                       | منتشر کننده                                                                                      |
| --- | ------------------------------------ | --------------------- | --------------- | -------------------------------- | --------------------------------- | ------------------------------------------------------------------------------------------------ |
| ۱   | اتومبیل‌دزدی بزرگ ۵                   | ۲۹٫۵۲ میلیون          | ۱۷ سپتامبر ۲۰۱۳ | اکشن-ماجراجویی                   | راک‌استار نورث                     | راک‌استار گیمز                                                                                    |
| ۲   | گرن توریسمو ۵                        | ۱۲ میلیون             | ۲۴ نوامبر ۲۰۱۰  | Sim racing                       | پولی‌فونی دیجیتال                  | سونی اینتراکتیو انترتینمنت                                                                       |
| ۳   | آخرین بازمانده از ما                 | ۷ میلیون              | ۱۴ ژوئن ۲۰۱۳    | اکشن-ماجراجویی ترس و بقا         | ناتی داگ                          | سونی اینتراکتیو انترتینمنت                                                                       |
| ۴   | آنچارتد ۳: فریب دریک                 | ۶٫۶ میلیون            | ۱ نوامبر ۲۰۱۱   | اکشن-ماجراجویی تیراندازی سوم شخص | ناتی داگ                          | سونی اینتراکتیو انترتینمنت                                                                       |
| ۵   | آنچارتد ۲: درمیان دزدان              | ۶٫۵ میلیون            | ۱۳ اکتبر ۲۰۰۹   | اکشن-ماجراجویی تیراندازی سوم شخص | ناتی داگ                          | سونی اینتراکتیو انترتینمنت                                                                       |
| ۶   | متال گیر سالید ۴: سلاح‌های میهن‌پرستان | ۶ میلیون              | ۱۲ ژوئن ۲۰۰۸    | اکشن-ماجراجویی مخفی‌کاری          | کوجیما پروداکشنز                  | کونامی                                                                                           |
| ۷   | بتمن: شهر آرکهام                     | ۵٫۴۹ میلیون           | ۱۸ اکتبر ۲۰۱۱   | اکشن-ماجراجویی                   | راک‌استدی استودیوز                 | سرگرمی تعاملی برادران وارنر                                                                      |
| ۸   | گرن توریسمو ۵ سرآغاز                 | ۵٫۳۵ میلیون           | ۱۳ دسامبر ۲۰۰۷  | Sim racing                       | پولی‌فونی دیجیتال                  | سونی اینتراکتیو انترتینمنت                                                                       |
| ۹   | خدای جنگ ۳                           | ۵٫۲ میلیون            | ۱۶ مارس ۲۰۱۰    | اکشن-ماجراجویی هک اند اسلش       | استودیو سنتا مونیکا               | سونی اینتراکتیو انترتینمنت                                                                       |
| ۱۰  | گرن توریسمو ۶                        | ۵٫۰۶ میلیون           | ۶ دسامبر ۲۰۱۳   | Sim racing                       | پولی‌فونی دیجیتال                  | سونی اینتراکتیو انترتینمنت                                                                       |
| ۱۱  | ندای وظیفه: جنگاوری نوین ۲           | ۴٫۸ میلیون            | ۱۰ نوامبر ۲۰۰۹  | تیراندازی اول شخص                | اینفینیتی وارد                    | اکتیویژن                                                                                         |
| ۱۱  | آنچارتد: اقبال دریک                  | ۴٫۸ میلیون            | ۱۶ نوامبر ۲۰۰۷  | اکشن-ماجراجویی تیراندازی سوم شخص | ناتی داگ                          | سونی اینتراکتیو انترتینمنت                                                                       |
| ۱۳  | اتومبیل‌دزدی بزرگ ۴                   | ۴٫۳۳ میلیون           | ۲۹ آوریل ۲۰۰۸   | اکشن-ماجراجویی                   | راک‌استار نورث                     | راک‌استار گیمز                                                                                    |
| ۱۴  | موتوراستورم                          | ۳٫۳۱ میلیون           | ۱۴ دسامبر ۲۰۰۶  | کورسی                            | اولوشن استودیوز                   | سونی اینتراکتیو انترتینمنت                                                                       |
| ۱۵  | ندای وظیفه: بلک اپس                  | ۳٫۲۶۹ میلیون          | ۹ نوامبر ۲۰۱۰   | تیراندازی اول شخص                | تری‌آرک                            | اکتیویژن                                                                                         |
| ۱۶  | هوی رین                              | ۳٫۰۳ میلیون           | ۲۳ فوریه ۲۰۱۰   | درام تعاملی اکشن-ماجراجویی       | کوآنتیک دریم                      | سونی اینتراکتیو انترتینمنت                                                                       |
| ۱۷  | بزرگ سیاره کوچک                      | ۳ میلیون              | ۲۷ اکتبر ۲۰۰۸   | سکوبازی سندباکس                  | مدیا مولکول                       | سونی اینتراکتیو انترتینمنت                                                                       |
| ۱۸  | فاینال فانتزی ۱۳                     | ۲٫۹۷ میلیون           | ۱۷ دسامبر ۲۰۰۹  | نقش‌آفرینی                        | اسکوئر انیکس                      | اسکوئر انیکس                                                                                     |
| ۱۹  | ماوراء: دو روح                       | ۲٫۸ میلیون            | ۸ اکتبر ۲۰۱۳    | درام تعاملی اکشن-ماجراجویی       | کوآنتیک دریم                      | سونی اینتراکتیو انترتینمنت                                                                       |
| ۲۰  | رزیستنس: فال آو من                   | ۲٫۵ میلیون            | ۱۴ نوامبر ۲۰۰۶  | تیراندازی اول شخص                | اینسامنیاک گیمز                   | سونی اینتراکتیو انترتینمنت                                                                       |
| ۲۱  | God of War Collection                | ۲٫۴۲ میلیون           | ۱۷ نوامبر ۲۰۰۸  | اکشن-ماجراجویی هک اند اسلش       | استودیو سنتا مونیکا بلوپوینت گیمز | - ج: سونی اینتراکتیو انترتینمنت - JP: کپ‌کام                                                      |
| ۲۲  | رزیدنت ایول (بازی ویدئویی ۲۰۰۲)      | ۲٫۳ میلیون            | ۲۷ نوامبر ۲۰۱۴  | ترس و بقا                        | کپ‌کام                             | کپ‌کام                                                                                            |
| ۲۳  | شیطان هم می‌گرید ۴                    | ۲ میلیون              | ۳۱ ژانویه ۲۰۰۸  | اکشن-ماجراجویی هک اند اسلش       | کپ‌کام                             | کپ‌کام                                                                                            |
| ۲۳  | قتلگاه ۲                             | ۲ میلیون              | ۲۶ فوریه ۲۰۰۹   | تیراندازی اول شخص                | گوریلا گیمز                       | سونی اینتراکتیو انترتینمنت                                                                       |
| ۲۵  | بدنام                                | ~۲ میلیون             | ۲۶ مه ۲۰۰۹      | اکشن-ماجراجویی                   | ساکر پانچ پروداکشنز               | سونی اینتراکتیو انترتینمنت                                                                       |
| ۲۶  | ندای وظیفه ۴: جنگاوری نوین           | ۱٫۹۷۷ میلیون          | ۵ نوامبر ۲۰۰۷   | تیراندازی اول شخص                | اینفینیتی وارد                    | اکتیویژن                                                                                         |
| ۲۷  | ندای وظیفه: جهان در جنگ              | ۱٫۸۳ میلیون           | ۱۱ نوامبر ۲۰۰۸  | تیراندازی اول شخص                | تری‌آرک                            | اکتیویژن                                                                                         |
| ۲۸  | ارواح شیطانی                         | ۱٫۷ میلیون            | ۵ فوریه ۲۰۰۹    | نقش‌آفرینی اکشن                   | فرام سافتور                       | - JP: سونی اینتراکتیو انترتینمنت - آمریکای شمالی: Atlus USA - منطقه پال: باندای نامکو انترتینمنت |
| ۲۹  | رزیدنت ایول ۵                        | ۱٫۶۲ میلیون           | ۵ مارس ۲۰۰۹     | تیراندازی سوم شخص                | کپ‌کام                             | کپ‌کام                                                                                            |
| ۳۰  | شمشیر آسمانی                         | ۱٫۵ میلیون            | ۱۲ سپتامبر ۲۰۰۷ | اکشن-ماجراجویی هک اند اسلش       | نینجا تئوری                       | سونی اینتراکتیو انترتینمنت                                                                       |
| ۳۰  | ماینکرفت                             | ۱٫۵ میلیون            | ۱۷ دسامبر ۲۰۱۳  | سندباکس بقا                      | ۴ژی استودیوز                      | سونی اینتراکتیو انترتینمنت                                                                       |
| ۳۲  | رد دد ریدمپشن                        | ۱٫۳۵ میلیون           | ۱۸ مه ۲۰۱۰      | اکشن-ماجراجویی                   | راک‌استار سن‌دیگو                   | راک‌استار گیمز                                                                                    |
| ۳۳  | آینده رچت و کلنک: ابزار تخریب        | ۱٫۲۵ میلیون           | ۲۳ اکتبر ۲۰۰۷   | سکوبازی اکشن-ماجراجویی           | اینسامنیاک گیمز                   | سونی اینتراکتیو انترتینمنت                                                                       |